# Cartofilia

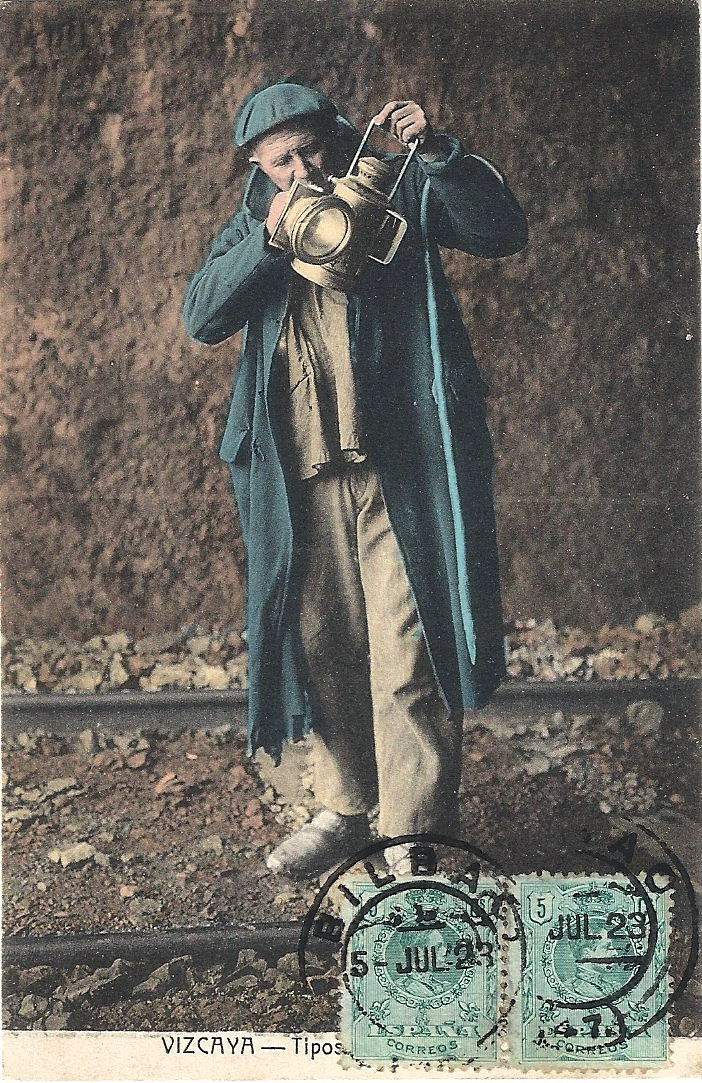
Tarjeta postal circulada en el año 1923. Ferroviario de Vizcaya.

La cartofilia, o deltiología,  se refiere al estudio y coleccionismo de postales. 
En España, a partir del año 1901, se editaron diferentes revistas para los coleccionistas de tarjetas postales. Por ejemplo, España Cartófila, revista mensual ilustrada, editada en Barcelona; al igual que el Boletín de la tarjeta postal ilustrada. 
Mientras que la filatelia (coleccionismo de sellos) se refiere exclusivamente a emisiones oficiales de los Estados, en la cartofilia se coleccionan las postales producidas por la industria privada, de forma libre. Por esta razón, los coleccionistas de postales pueden encontrar muchas piezas inéditas.

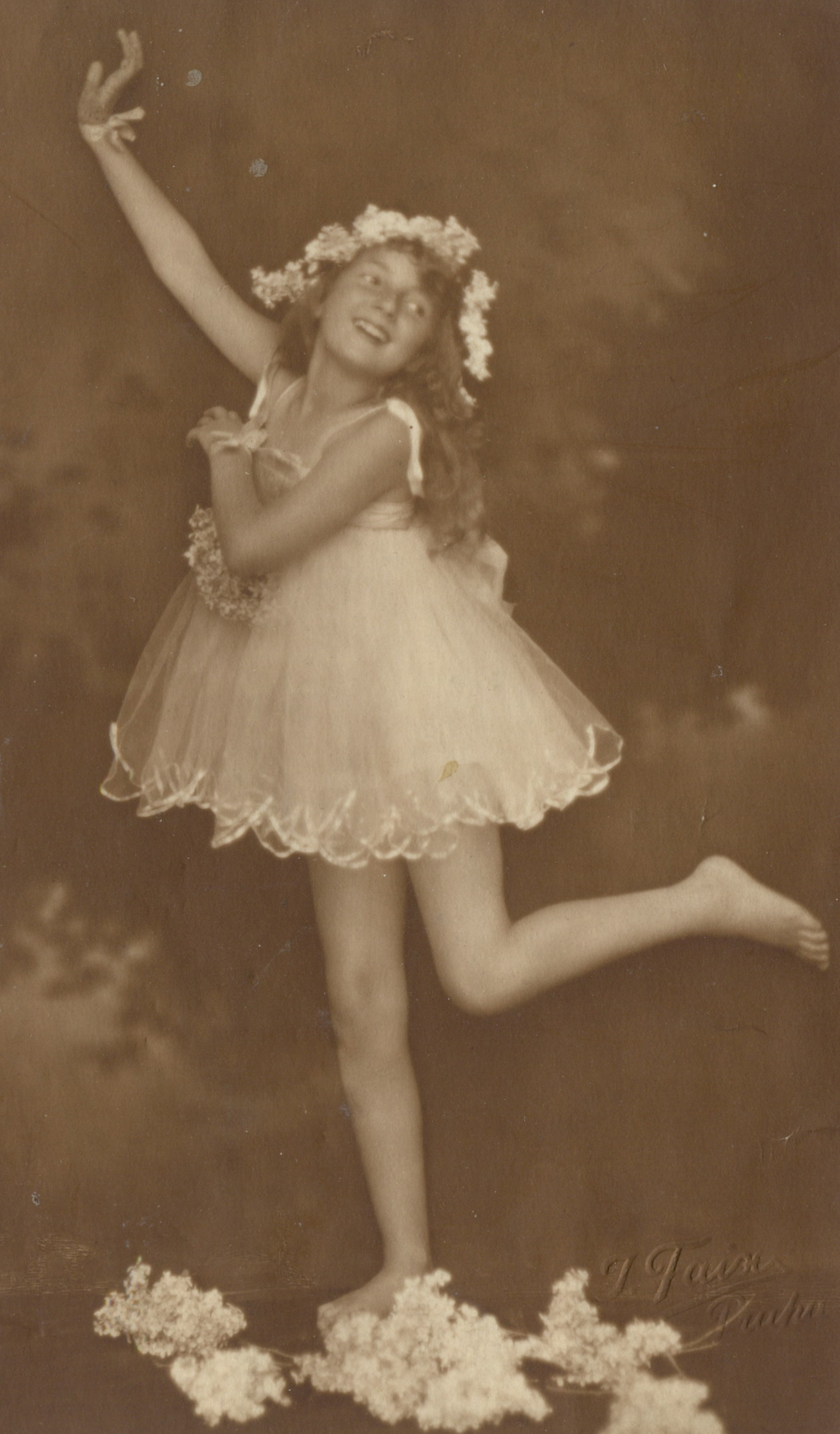
Tarjeta postal fotográfica. Retrato de estudio.

- Datos: Q246396
- Multimedia: Deltiology / Q246396